# Sansac-de-Marmiesse
Sansac-de-Marmiesse település Franciaországban, Cantal megyében. Lakosainak száma 1388 fő (2022. január 1.). Sansac-de-Marmiesse Roannes-Saint-Mary, Saint-Mamet-la-Salvetat és Ytrac községekkel határos.

## Népesség
A település népessége az elmúlt években az alábbi módon változott:
| Lakosok száma | 349  | 829  | 1076 | 1243 | 1336 | 1355 | 1360 | 1368 | 1352 | 1388 |
|               | 1968 | 1982 | 1990 | 2006 | 2013 | 2015 | 2017 | 2019 | 2020 | 2022 |